# Ludovic Rodolphe Pissarro

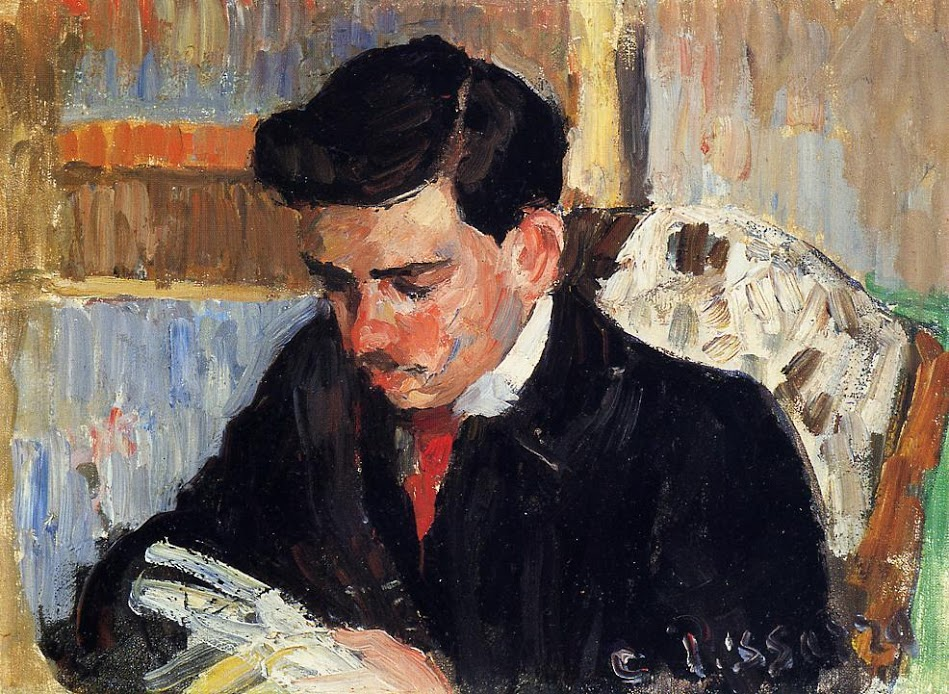
Porträt Ludovic-Rodolphe Pissarros, von seinem Vater Camille

Ludovic Rodolphe Pissarro (auch Ludovic-Rodo oder Rodo, * 21. November 1878 in Paris; † 1952) war ein französischer Maler. Er entstammte der Künstlerfamilie Pissarro.

## Leben und Wirken
Ludovic-Rodolphe Pissarro war der vierte Sohn der Julie Vellay (1839–1926) und des impressionistischen Malers Camille Pissarro. Seine Geschwister waren Lucien, Jeanne, Georges Henri, Jeanne (Cocotte) Félix und Paul Émile Pissarro.
Ludovic-Rodolphe war mit Fernande, geborene Perrinet verheiratet, die Ehe blieb kinderlos.
Bereits als Junge begann Ludovic-Rodolphe Motive aus der Natur zu zeichnen und wurde in seiner Entwicklung von seinem Vater gefördert. Im Alter von sechzehn Jahren veröffentlichte Pissarro 1894 seine ersten Holzschnitte in der anarchistischen Zeitschrift Le Père Peinard. Als sein Vater im Zuge der Dreyfus-Affäre im gleichen Jahr Frankreich in Richtung Belgien verließ, schloss sich Ludovic-Rodolphe Pissarro ihm an. Er bezog 1898 zusammen mit seinem Bruder Georges Henri Manzana Pissarro sein erstes Studio im Norden von Paris in Montmartre. Er malte mit Vorliebe das Pariser Nachtleben. Mit seinem jüngeren Bruder Paul-Émile Pissarro traf er auf Künstler wie Kees van Dongen, Maurice de Vlaminck und Raoul Dufy. 1905 nahm er an der ersten Ausstellung zum Fauvismus im Salon des Indépendants teil.
Zu Beginn des Ersten Weltkriegs zog Pissarro 1914 nach England, wo er hauptsächlich im westlichen London lebte. Er arbeitete eng mit seinem ältesten Bruder Lucien  zusammen, mit dem er 1915 die Monarro-Gruppe zur Förderung impressionistischer Malerei gründete. Viele der von Pissarro während seiner Zeit in England produzierten Werke hatten Londoner Sehenswürdigkeiten zum Thema. 1924 kehrte Pissarro nach Frankreich zurück und lebte in Paris und Les Andelys.
Sein künstlerisches Schaffen umfasste Ölgemälde, Tempera, Aquarelle, Gouache, Holzschnitte, Zeichnungen und Lithographien. Er unterzeichnete seine Arbeiten üblicherweise als Ludovic-Rodo, am Anfang seiner Karriere nur als Rodo. Er stellte über einen Zeitraum von 40 Jahren regelmäßig im Salon des Indépendants der Société des Artistes Indépendants aus.
Neben seinem künstlerischen Schaffen recherchierte Ludovic-Rodolphe Pissarro über 20 Jahre die Gemälde seines Vaters und veröffentlichte 1939 zwei Bände, die heute noch als Standardnachschlagewerk zu Camille Pissarro gelten.

## Werk (Auswahl)

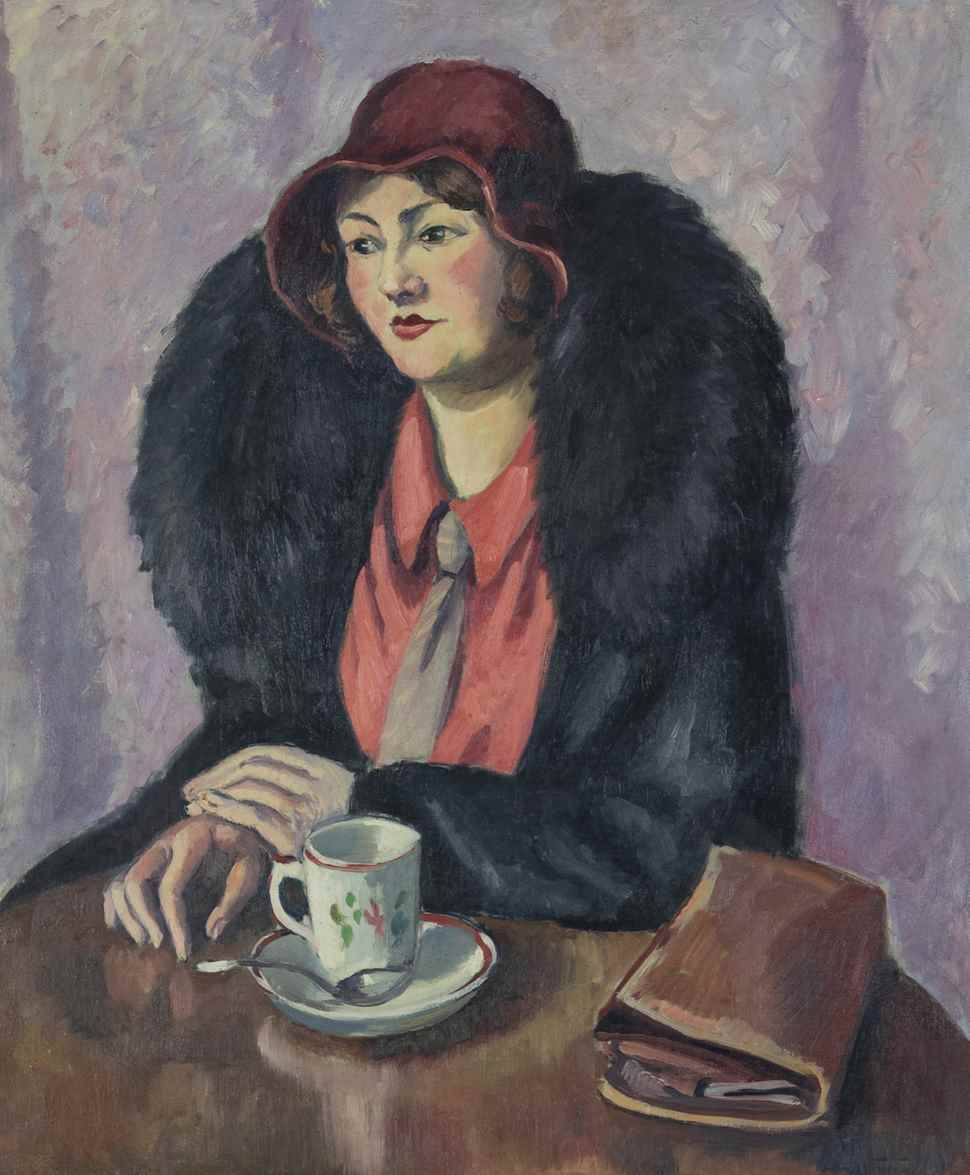
Femme à la cravatte (1910)

| - Joinville-le-Pont, 1905 - Danseuse a Tabarin, 1906 - Cinq Sacs à Mains, 1907 - Danseuse au Tabarin, 1907 - Nue Assise, 1910 - La Penseuse - Pagoda Avenue, Richmond, 1910 - La Brune au Tableau de Nus - Le Collier de Perles, 1927 - Etang de Cernay, 1905 - Les Elegantes au Bal, 1905 | - St. Martin in the Fields Church, London - A Night at the Circus, Olympia, London, 1906 - La Fête Forraine, 1906 - Au Café, 1907 - Japonaise Préparant le Thé, 1907 - Ecluses à Combleu - Goldhawk Road & Stamford Brook, West London, 1945 - Colour - Leicester Square, London, 1917 - Notre-Dame, Paris |

## Veröffentlichungen
- Ludovic Rodolphe Pissarro, Lionello Venturi: Camille Pissarro. Son Art – son Œuvre. A Catalogue-raisonné. 1632 Abbildungen. Paul Rosenberg, Paris 1939 (französisch).